# Rue Dobrée
Pour les articles homonymes, voir Dobrée.
La rue Dobrée est une rue de Nantes, en France.

## Situation et accès
Située dans le centre-ville de Nantes, la rue Dobrée est une voie publique bitumée, ouverte à la circulation automobile. Elle est composée de deux tronçons rectilignes formant un léger angle en son milieu. Elle part de la place Eugène-Livet, et prolonge la rue Voltaire en direction de l'ouest de la ville. Elle aboutit à la place René-Bouhier. Elle rencontre successivement, d'est en ouest, les rues Mascara, Arsène-Leloup, Damrémont et l'impasse Lemercier.
La voie marque la limite nord-ouest du secteur sauvegardé de Nantes. La partie nord de la rue (numéros pairs) ne fait pas partie du secteur protégé.
Le long du côté sud, au sud-ouest de la rue, à partir de l'angle avec la rue Damrémont, la Chézine passe dans un canal souterrain qui la conduit vers la Loire.

## Origine du nom
La dénomination de la rue est un hommage rendu à Thomas Dobrée, armateur. Cette appellation est également considérée par la suite comme un hommage au fils, mécène et collectionneur à l'origine du musée Dobrée, portant les mêmes prénom et nom que son père.

## Historique
Le percement de la rue commence en 1824 et sa dénomination actuelle date de 1837.
En 1839, un bâtiment, appelé maison Lemercier, est construit par les architectes Étienne Blon et Louis Amouroux à l'extrémité ouest de la rue, sur une partie de l'entrepôt des cafés, resté dans l'histoire pour son utilisation comme prison lors de la Révolution française.

## Bâtiments remarquables et lieux de mémoire
L'hôtel Garreau est un hôtel particulier de style néo-classique bâti en 1845 par l'architecte Joseph-Fleury Chenantais. Il est situé à l'angle de la rue Dobrée et de la rue Damrémont. Les façades et toitures sur rue sont inscrites au titre des monuments historiques en 1975.

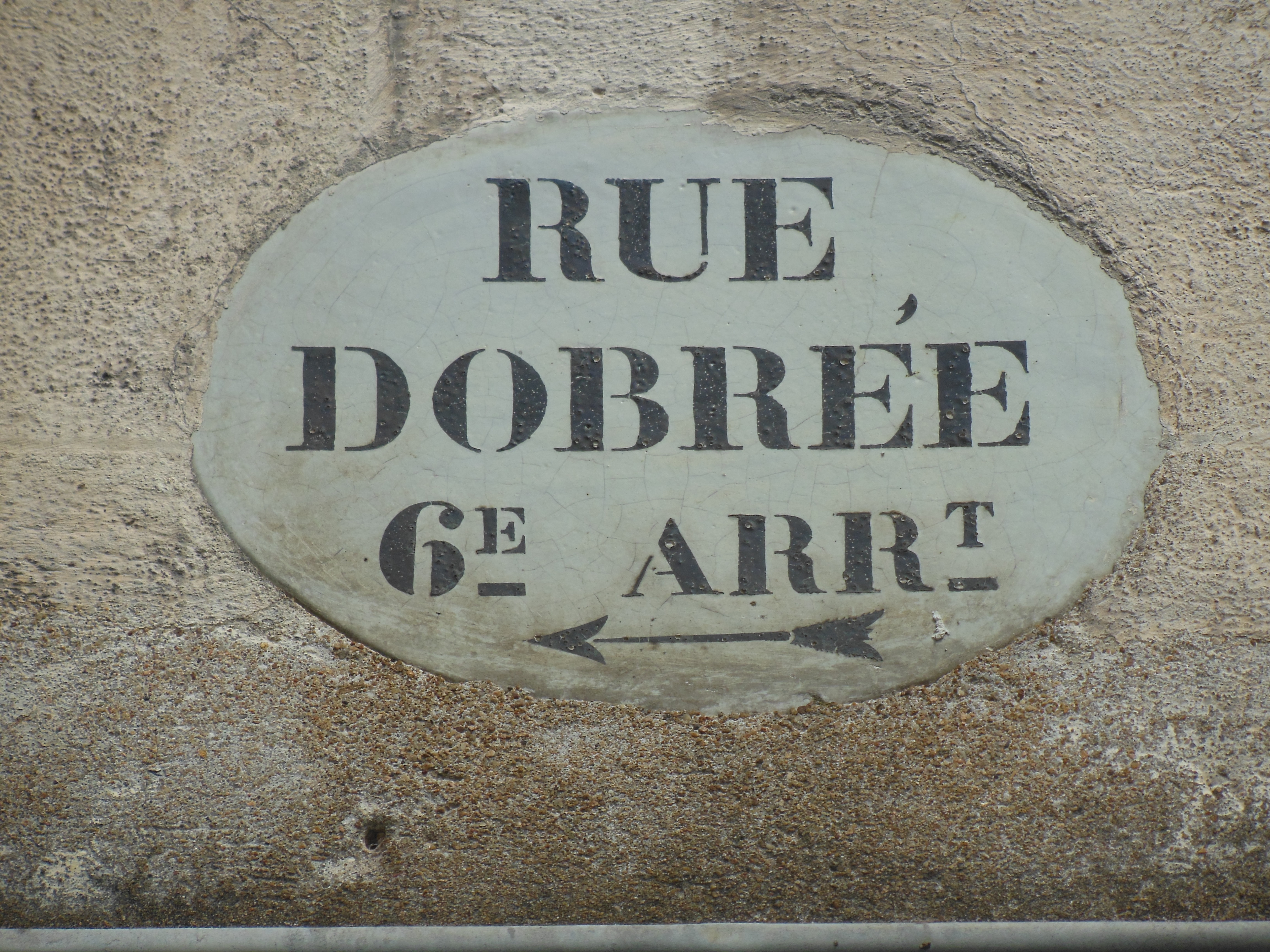
Rue Dobrée, ancien panneau
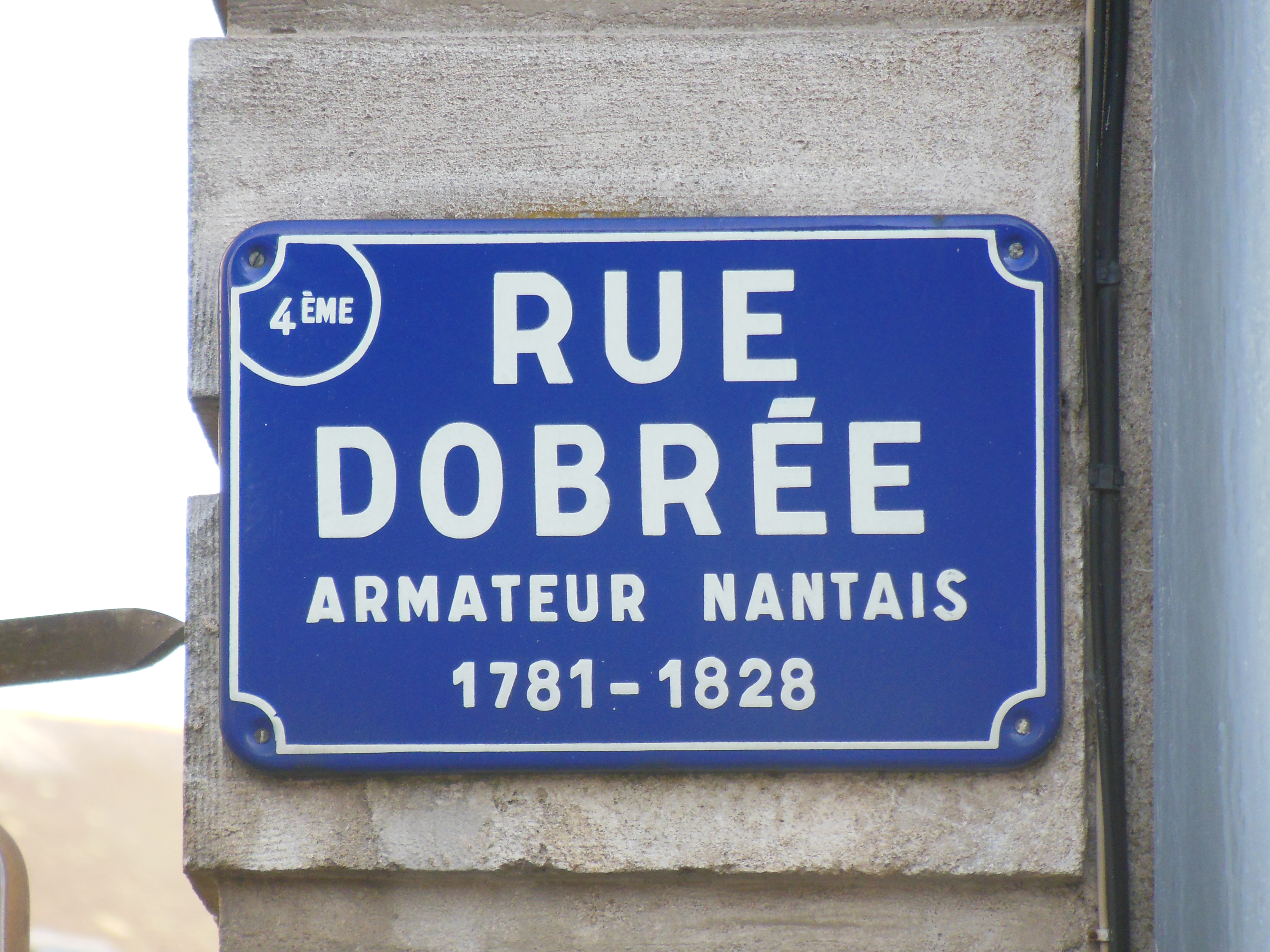
Rue Dobrée, nouveau panneau
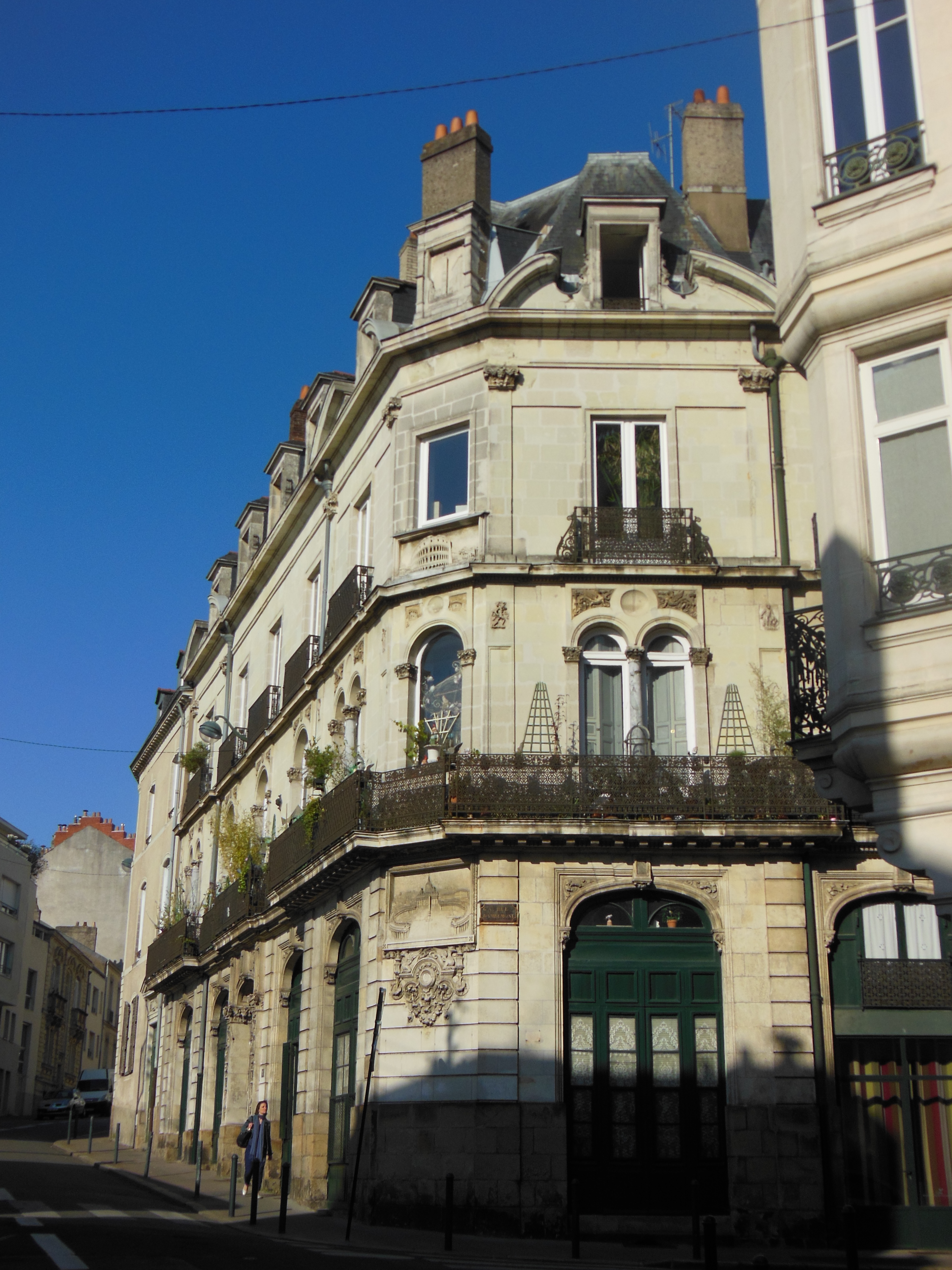
Hôtel Garreau, à l'angle des rues Dobrée et Damrémont
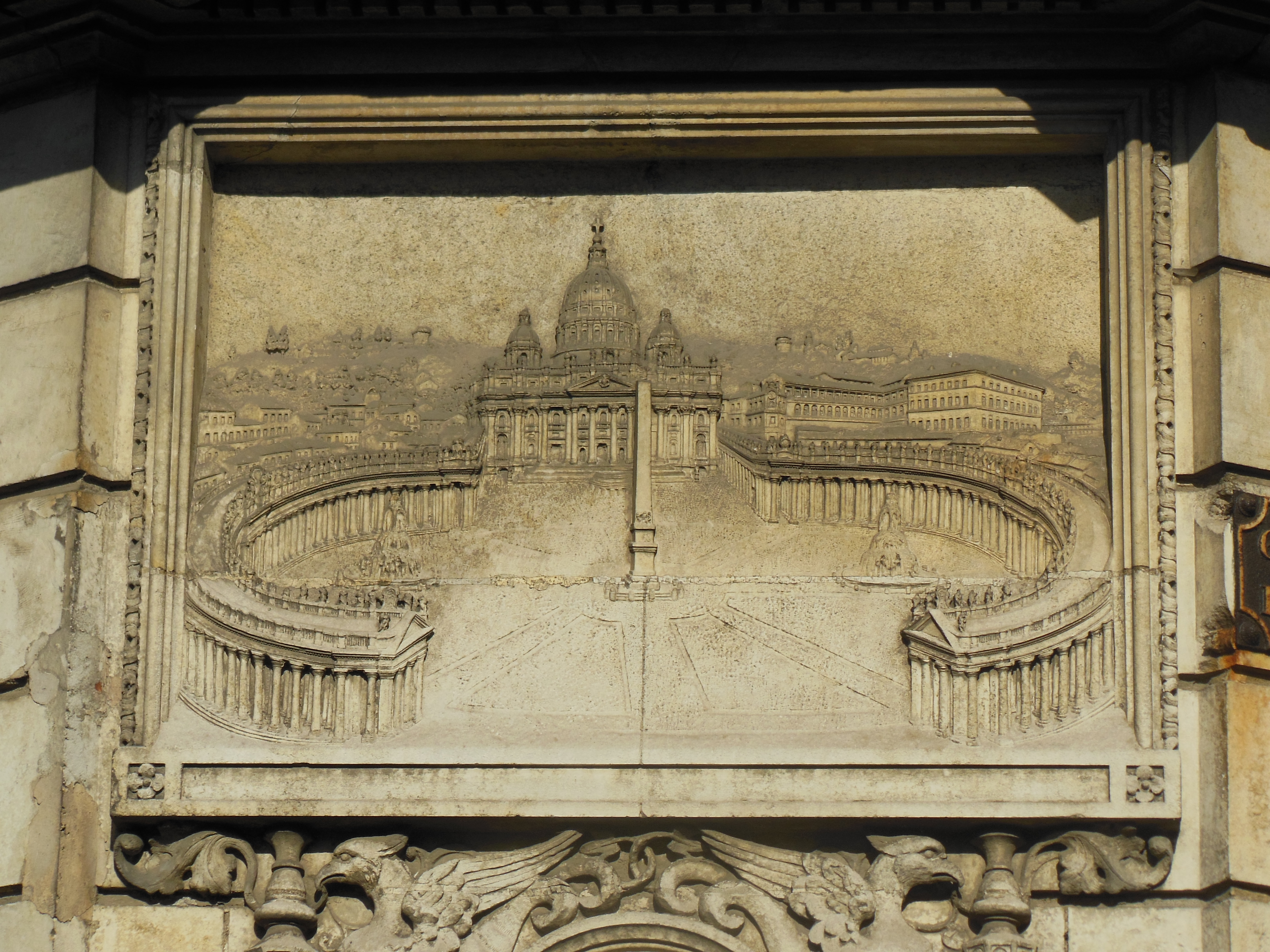
Hôtel Garreau, représentation de la place Saint-Pierre de Rome
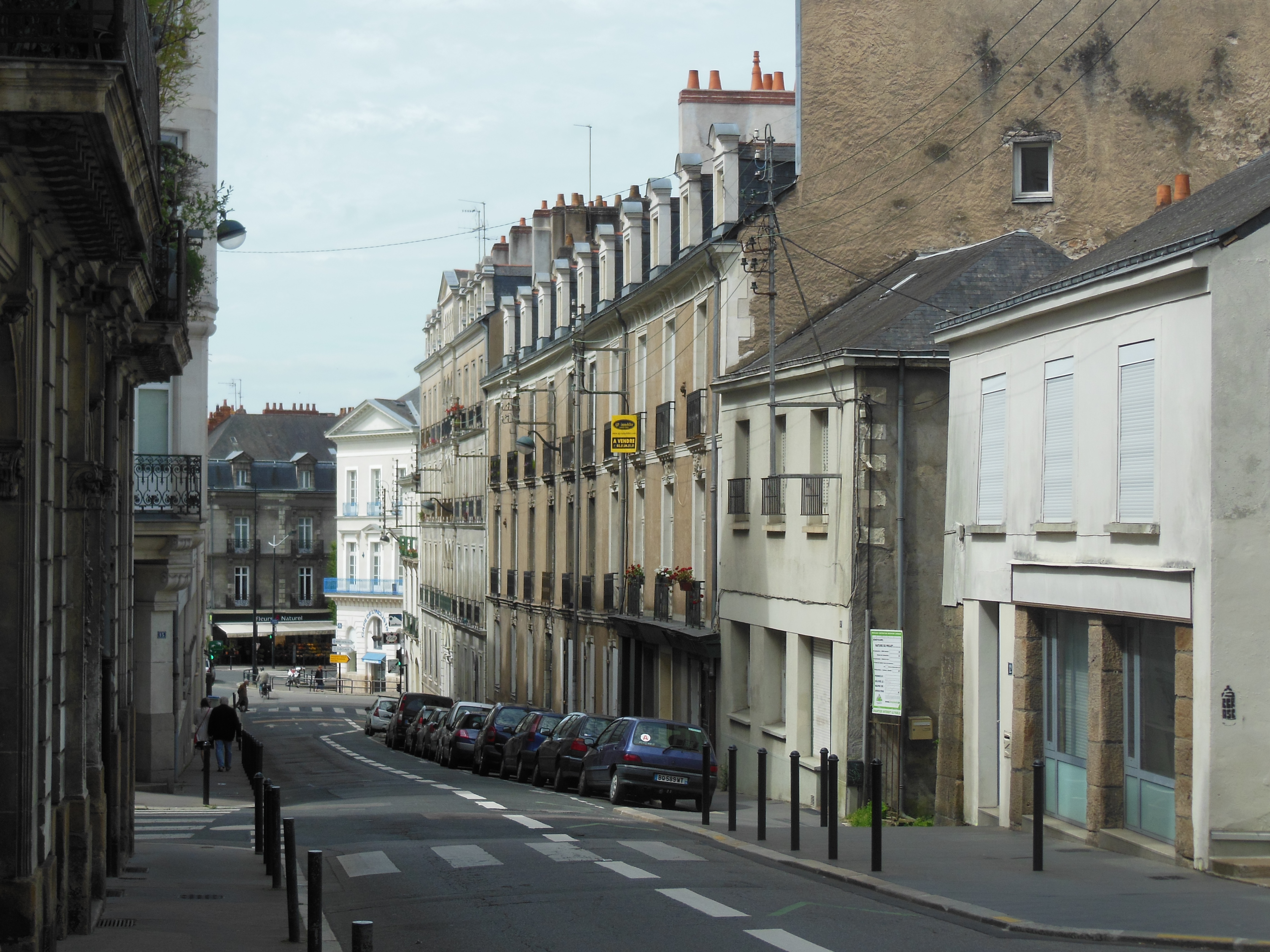
Rue Dobrée, en direction de la place René Bouhier

## Rues latérales secondaires

### Impasse Lemercier
Localisation : 47° 12′ 39″ N, 1° 34′ 10″ O
Cette impasse se situe côté nord de la rue Dobrée, dans le prolongement de la rue Damrémont. Cette artère pavée est une voie privée.